# Тре Крочи (Песлара)
Тре Крочи (итал. Tre Croci) је насеље у Италији у округу Пескара, региону Абруцо.
Према процени из 2011. у насељу је живело 574 становника. Насеље се налази на надморској висини од 114 м.